# Agelena oaklandensis
Agelena oaklandensis es una especie de araña del género Agelena, familia Agelenidae. Fue descrita científicamente por Barman en 1979.

## Distribución
Esta especie se encuentra en India.